# Елизавета Бранденбургская (1451—1524)
Елизавета Брандербургская (29 ноября 1451, Ансбах, Франконский имперский округ — 28 марта 1524, Нюртинген) — принцесса Бранденбурга с рождения и герцогиня Вюртембергская по мужу.

## Биография
Елизавета была второй дочерью курфюрста Бранденбургского (с 1470 года) Альбрехта III Ахилла  (1414—1486) от его первого брака с Маргаритой Баденской (1431—1457).
В апреле или мае 1467 года она вышла замуж в Штутгарте за графа Эберхарда II Вюртембергского (1447—1504), которого описывали как человека ограниченного ума, порочного и деспотичного. Благодаря браку его дочери Альбрехт Ахилл смог оказать значительное влияние на своего зятя. В 1496 году муж Елизаветы был провозглашён герцогом Вюртембергским. Брак оказался бездетным и несчастным. В 1498 году Эберхард II вместе с казной бежал в Ульм. После чего император Священной Римской империи и сейм Бранденбурга стали настаивать на его отречении. Эберхард отрекся от престола 11 июня 1498 года в Хорб-ам-Неккаре в пользу своего племянника Ульриха в герцогстве с соглашением, что Ульрих предоставит ему и Елизавете содержание, достойное герцога и герцогини.
В отличие от своего мужа, Елизавета не была изгнана из Вюртемберга, вместо этого соглашение, подписанное в Хорб-ам-Неккаре, обязало нового герцога обеспечить ее содержание. Она ушла в отставку в 1499 году на свое место вдовы в замке Нюртинген, где она вела благочестивую и благотворительную жизнь. Она многое сделала для того, чтобы помочь восстановить город Нюртинген, который сгорел двадцатью годами ранее. В 1499 году она переехала в Нюртинген, где вела благочестивый образ жизни и занималась благотворительностью. Скончалась 28 марта 1524 года.